# Luț
La Luț (Lúc en hongrois) est une rivière roumaine située dans le centre du pays, en Transylvanie.

## Géographie
La Luț prend sa source dans les contreforts des Monts Călimani, dans le sud du județ de Bistrița-Năsăud, à 790 m d'altitude avant de couler dans le sens nord-sud et de se jeter dans le Mureș, dans la commune de Glodeni à 326 m d'altitude.
La Luț prend sa source dans le județ de Bistrița-Năsăud et s'écoule ensuite dans le județ de Mureș.
Elle traverse successivement les communes de Batoș, Breaza,  Voivodeni et Glodeni.

## Hydrographie
La Luț est un affluent de la rive droite du Mureș. 